# Ha-Giv'a ha-Carfatit

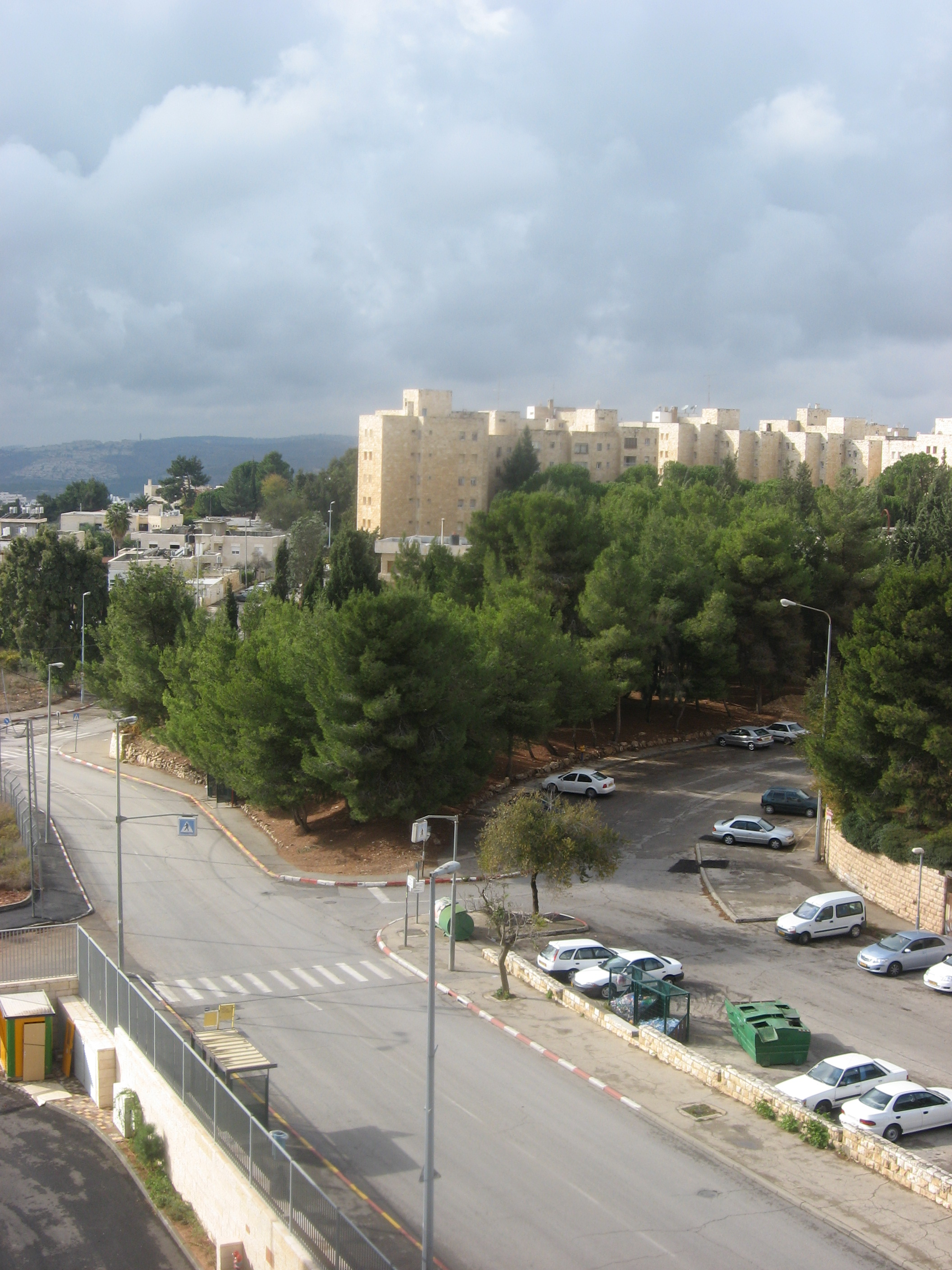
Zástavba v ha-Giv'a ha-Carfatit

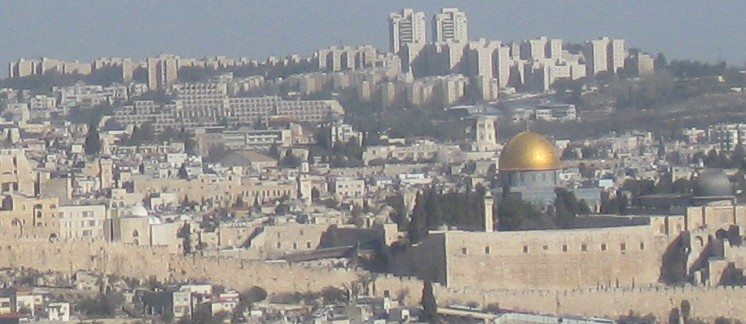
Staré Město, v pozadí ha-Giv'a ha-Carfatit

Ha-Giv'a ha-Carfatit nebo ha-Giv'a ha-Corfatit (hebrejsky הגבעה הצרפתית‎, arabsky التلة الفرنسية‎, at-Telat ul-Faransíja, doslova Francouzský Vrch, nazýváno též Giv'at Šapira, גבעת שפירא‎, Šapirův Vrch) je židovská čtvrť v centrální části Jeruzaléma v Izraeli, ležící ve Východním Jeruzalému, tedy v části města, která byla okupována Izraelem v roce 1967 a začleněna do hranic Jeruzaléma.

## Geografie
Leží v nadmořské výšce přes 800 m, přibližně 3 km severně od Starého Města. Na severu s ní sousedí arabská čtvrť Šu'afat, na jihu hora Skopus a na ní areál Hebrejské univerzity, na jihovýchodě je to arabská čtvrť Isavija. Na jihozápadě leží židovské čtvrti Giv'at ha-Mivtar a administrativní distrikt Kirjat Menachem Begin. Nachází se na vyvýšenině, ze které k západu vychází údolí vádí Nachal Cofim, k východu klesá terén do údolí vádí Nachal Og, které směřuje do Judské pouště. Podél západního okraje čtvrti prochází dálnice číslo 60 (sderot Chajim Bar Lev), která se tu kříží s dálnicí číslo 1. V roce 2011 byla do čtvrtě dobudována tramvajová trať.

## Etymologie názvu
Název Francouzský vrch byl odvozen ze skutečnosti, že místní pozemky patřily mnichům z kláštera sv. Anny ve Starém Městě, který byl (a dosud je) pod správou francouzské vlády. Místní legenda však uvádí, že jméno vzniklo chybným překladem anglického místního názvu French Hill, odkazujícího na generála Frenche, který zde během první světové války měl mít své velitelství. Správný hebrejský překlad by v takovém případě měl znít Giv'at French.
Oficiální název čtvrti Giv'at Šapira připomíná Chajima Moše Šapiru, izraelského politika a vůdce náboženského sionismu.

## Dějiny
Byla založena roku 1971 na místě, které bylo již předtím známo jako Francouzský vrch. Cílem vzniku čtvrtě bylo dosáhnout židovskou územní kontinuitu s areálem univerzity na hoře Skopus. Žije zde cca 7000 obyvatel, podle jiného údaje 6631 obyvatel. Nachází se tu mnoho synagog. Populace je ale zčásti i tvořena sekulárními rodinami. Žijí zde mnozí učitelé a studenti z Hebrejské univerzity. Součástí čtvrti je samostatný urbanistický obvod Cameret ha-Bira, který byl zřízen roku 1972 na jejím jihovýchodním okraji. Za vznikem Cameret ha-Bira stála skupina židovských imigrantů převážně z USA. Oficiálně je Giv'at Šapira společným názvem pro dvě podčásti, ha-Giv'a ha-Carfatit a Cameret ha-Bira, ale v praxi bývá název ha-Giv'a ha-Carfatit používán na obě a oficiální pojmenování Giv'at Šapira není rozšířeno.

## Demografie
Žije zde cca 7000 obyvatel, podle jiného údaje 6631 obyvatel. Plocha této městské části dosahuje 2018 dunamů (2,018 km²).
| Rok            | 2000 | 2002 | 2003 | 2004 | 2005 | 2006 | 2007 | 2008 |
| -------------- | ---- | ---- | ---- | ---- | ---- | ---- | ---- | ---- |
| Počet obyvatel | 8193 | 6631 | 6628 | 6630 | 6589 | 6724 | 6897 | 7099 |